# Rubanî, Ohtîrka
Rubanî (în ucraineană Рубани) este un sat în comuna Veazove din raionul Ohtîrka, regiunea Sumî, Ucraina.

## Demografie
Componența lingvistică a localității Rubanî
     Ucraineană (100%)
Conform recensământului din 2001, toată populația localității Rubanî era vorbitoare de ucraineană (100%).